# Epopostruma
Epopostruma is een geslacht van vliesvleugelige insecten van de familie Mieren (Formicidae).

## Soorten
- E. alata Shattuck, 2000
- E. angela Shattuck, 2000
- E. angulata Shattuck, 2000
- E. areosylva Shattuck, 2000
- E. avicula Shattuck, 2000
- E. curiosa Shattuck, 2000
- E. frosti (Brown, 1948)
- E. infuscocephala Shattuck, 2000
- E. inornata Shattuck, 2007
- E. kangarooensis Shattuck, 2000
- E. lattini Shattuck, 2000
- E. mercurii Shattuck, 2000
- E. monstrosa Viehmeyer, 1925
- E. natalae Shattuck, 2000
- E. quadrispinosa (Forel, 1895)
- E. sowestensis Shattuck, 2000
- E. terrula Shattuck, 2000
- E. vitta Shattuck, 2000
- E. wardi Shattuck, 2000